# Sfinxul (povestire)
„Sfinxul”, tradusă inițial „Sphinxul”, (în engleză The Sphinx) este o povestire scrisă de Edgar Allan Poe și publicată în numărul din ianuarie 1846 al revistei Arthur's Ladies' Magazine. Povestirea relatează o iluzie optică care-i creează protagonistului o spaimă uriașă din cauza credinței în superstiții.

## Rezumat
În timpul unei epidemii de holeră ce avea loc la New York, protagonistul acceptă invitația unei rude de a petrece două săptămâni cu ea în vila sa elegantă de pe malul râului Hudson, lângă un deal împădurit ce fusese afectat de o alunecare de teren. În fiecare zi, cei doi primesc vești despre moartea câte unui prieten care rămăsese în oraș. Protagonistul este extrem de superstițios și se înspăimântă după ce citește câteva cărți în biblioteca prietenului său. 
Către sfârșitul unei zile călduroase, când își ridică ochii de pe cartea pe care o citea, el se uită pe fereastră și observă ceva ciudat: un monstru gigantic care-i aduce aminte de un elefant cu aripi cobora dealul golaș din apropiere și se pierdea în vegetația de la poalele lui. Monstrul era foarte mare și avea pe piept un craniu, care ieșea în evidență față de restul corpului. Atunci când monstrul a deschis fălcile uriașe și a scos un vaier sfâșietor, protagonistul a cedat nervos și a leșinat.
Câteva zile mai târziu, aflându-se în aceeași încăpere, el îi povestește gazdei sale vedenia pe care a trăit-o, descriindu-i înfățișarea monstrului. Uitându-se cu atenție, observă iarăși acea creatură, dar prietenul său susține că nu vede nimic. Protagonistul începe să creadă că vedenia era o prevestire de moarte sau o stare pregătitoare a unei crize de nebunie. Intrigat, prietenul său ia o carte de biologie de pe rafturile bibliotecii și începe să citească descrierea unei anumite insecte din familia Sphingidae, un fluture având denumirea științifică de Acherontia atropos (sfinxul cap-de-mort) și care semăna cu monstrul despre care auzise anterior numai că avea o mărime de a șaisprezecea parte dintr-un țol. Imediat se uită pe geam și vede dihania, arătându-i-o protagonistului. „Monstrul” era doar o insectă mică, care urca pe un fir de pânză de păianjen și, din cauza apropierii de ochi, crea o iluzie optică că ar avea o dimensiune disproporționată.

## Istoricul publicării
Sfinxul a fost publicată în ianuarie 1846 în revista Arthur's Ladies' Magazine.  
Prima traducere în limba română a fost realizată de Ion Vinea și a fost publicată sub titlul „Sphinxul” în vol. Scrieri alese (vol. II), editat în 1963 de Editura pentru Literatură Universală din București, și reeditată în 1965 în volumul Aventurile lui Gordon Pym de Editura pentru Literatură din București, Colecția BPT, iar apoi de mai multe ori. Cu prilejul reeditărilor ulterioare, editorii au optat pentru titlul „Sfinxul”. O altă traducere a fost realizată de Liviu Cotrău și publicată în volumul Misterul lui Marie Rogêt și alte povestiri, editat în 2005 de Editura Polirom din Iași și reeditat de mai multe ori.

## Locul și timpul
New York-ul a trecut în vara anului 1832 printr-o cumplită epidemie de holeră ce a secerat viețile a aproximativ 3.000 de oameni. Prietenii și câțiva membri ai familiei lui Edgar Allan Poe au murit de această boală.

## Personaje
Personajele nu sunt numite. Protagonistul admite că are o anumită tendință înspre superstiții. Ruda sa, prin contrast, este calmă, liniștită și perceptivă, necrezând în astfel de eresuri.

## Analiză
Povestirea este foarte interesantă pentru că descrie, în special, emoția cauzată de frică. Narațiunea continuă cu scopul de a crea o stare de tensiune în sufletul cititorului: el știe că personajul are un caracter foarte emoțional, dar nu știe dacă ceea ce spune că a văzut este o halucinație, un coșmar sau un lucru fantastic imaginat ca real.